# Brachychiton incanum
Brachychiton incanum är en malvaväxtart som beskrevs av Robert Brown. Brachychiton incanum ingår i släktet Brachychiton och familjen malvaväxter. Inga underarter finns listade i Catalogue of Life.